# Чака (царь Болгарии)
Чака (Джека, Джуки, болг. Чака; ? — 1301) — болгарский царь в 1299—1300. Сын беклярбека Золотой Орды Ногая и его жены Алаки.
После 1285 года Чака женился на Елене, дочери болгарского царя Георгия I Тертера.
В 1299 году в ходе длительной борьбы за власть в Золотой Орде войска хана Тохты одержали победу над силами беклярбека Ногая. Сам Ногай был убит, однако его сыновьям удалось бежать. Наибольшую опасность для ханской власти в Золотой Орде представлял старший сын Ногая Чака. Первым делом, вернувшись во владения отца, тот навёл в них порядок, расправившись с мятежными тысячниками, отколовшимися от Ногая, освободил пленённого ими своего брата Теке. Однако вскоре сам же убил своего брата вместе с одной из жён Ногая Яйлак-хатун и матерью Теке, которые уговаривали Чаку признать власть Тохты. Убийство брата восстановило против него многих военачальников, двое из которых — Таз, зять Ногая, и Тунгуз — взбунтовали войска и открыто выступили против Чаки.
Чака был вынужден с небольшим воинским отрядом бежать на Северный Кавказ, где находились верные ему войска. Кроме того, войска Чаки значительно пополнили и отряды наёмников-ясов. Восстановив силы он выступил против мятежников и разбил их. Восставшие нойоны с остатками войск бежали к хану Тохте.
Устранив мятежников в принадлежавших его отцу владениях Чака не стал на этом останавливаться и в конце 1299 с небольшим войском вторгся в Болгарию. В этом походе участвовал и Феодор Святослав Тертер, брат его жены. В это время в Болгарии умер (возможно, что был убит в бою или по приказу Чаки) царь Смилец и номинальная власть перешла к его сыну Ивану Смильцу. Феодор Святослав сумел подкупить бояр, в итоге вдова Смильца и её сын Иван Смилец бежали из Тырново в Крын, а потом в Византию. Чака стал правителем Болгарии, но вскоре, к началу 1301 года, был свергнут Феодором Святославом и брошен в темницу.
Хан Тохта, преследуя потомков беклярбека Ногая, пришёл с войском в Болгарию. Феодор Святослав, изъявляя покорность, приказал обезглавить Чаку и выдал Тохте его голову, после чего войска Тохты покинули Болгарию.

## Семья
Достоверно неизвестно, были ли у Чаки дети от его жены Елены. Однако известен по крайней мере один сын Чаки:
- Кара-Кисек — управлял после 1301 года частью владений, принадлежавших ранее Ногаю.